# 宁波市第二医院
宁波市第二医院，是中国浙江省宁波市一所公立医院。医院前身为1915年建成的华美医院，其历史可以追溯到1843年，为中国最早建立的西医医院之一。1954年10月，医院改称宁波市第二医院。2018年11月曾改为中国科学院大学宁波华美医院，以宁波市第二医院为第二名称，现已恢复原名。目前医院为三级甲等综合性医院，中国科学院大学直属附属医院，共设有三个院区，为宁波大学医学院、温州医学院等医学院校的教学医院。

## 历史
宁波市第二医院前身为美国传教士开办的华美医院。1843年11月，美北浸礼会医生玛高温（D. J. Macgowan）在宁波老城城北创办的诊所。1915年，由美国医生兰雅谷（J.S.Grant）在原址建设病房和手术室，始称华美医院，取中美合作之意。1923年，宁波市政筹备处拆除老城城墙以拓宽道路，城墙部分城砖被兰雅谷购得用于建设医院护士学校，因而华美医院因此成为唯一保留宁波老城墙的建筑。1930年，医院改由医院董事会管理，华人开始出任医院院长。在此期间，华美医院引进X光机等医疗设备，成为当时宁波设备最先进的医院。1940年，侵华日军对宁波实施细菌战，时任华美医院院长丁立成作出的鼠疫诊断为疫情控制提供了重要参考，2010年宁波市传染病医院、宁波市保黎医院并入宁波市第二医院，2011年1月7日，华美医院旧址公布为浙江省文物保护单位，2018年11月，医院曾更名为中国科学院大学宁波华美医院，以宁波市第二医院为第二名称。

## 重点学科
- 宁波市重点学科
  - 急诊学
  - 烧伤学
  - 传染病学

- 宁波市重点扶植学科
  - 肿瘤学科
  - 神经病学科